# Ernesto Lecuona
Pour les articles homonymes, voir Lecuona.
Ernesto Lecuona y Casado, né le 6 août 1895 à Guanabacoa, près de La Havane (Cuba) et mort le 29 novembre 1963 à Santa Cruz de Tenerife (Espagne, îles Canaries), est un compositeur et pianiste cubain,,.  Il est considéré comme un musicien exceptionnel et un compositeur prolifique, tant pour la quantité que pour la qualité de ses œuvres. Il fait l'admiration d’auteurs aussi importants que Maurice Ravel et Georges Gershwin. Ses Danzas afro-cubanas pour piano, sont réunies en un recueil de six pièces dont la deuxième est très appréciée de Maurice Ravel.

## Biographie
Fils d'un journaliste espagnol établi à Cuba, alors province espagnole, il commence à étudier le piano à 5 ans, avec sa sœur, de 14 ans son aînée, en ayant comme professeurs Hubert de Blanck et Joaquin Nin y Peyrellade. Dès son plus jeune âge, il commence à gagner sa vie et à l'âge de 12 ans en tant que pianiste, il accompagne les films muets qui sont projetés dans les cinémas. 
À seulement 13 ans, il compose sa première œuvre, une marche à deux temps intitulée Cuba y América, pour une bande orchestrale et plus tard ses premières œuvres importantes, Danzas cubanas (1911) ou El Vals del Rhin (1912) dont la partition, malgré son titre, confirme sa tendance folklorique. 
Le conservatoire de Peyrellade, qui est la première école du célèbre compositeur, est à cette époque l'un des épicentres les plus reconnus de la formation et de la création musicale à Cuba, aidant ce pays à devenir en 1957 le pays d'Amérique latine avec le plus grand nombre de musiciens par nombre d'habitants. 
En 1913, il est diplômé du Conservatoire national de Cuba à La Havane. Ses préoccupations artistiques et sa vocation universelle lui valent une bourse d'études supérieures aux États-Unis, où il reçoit des cours, entre autres, du pianiste mexicain Ernesto Berumen. Il profite de son séjour dans ce pays pour faire des représentations à l'Aeolian Hall et aux théâtres Capitol et Rialto, ce qui marque le début de sa carrière internationale.   
Il commence une grande tournée aux États-Unis, en Espagne, en France avec les Lecuona's Cuban Boys. Avec Gonzalo Roig et Rodrigo Prats, il forme la plus importante trilogie de compositeurs du théâtre lyrique cubain, tout particulièrement en matière de zarzuelas, laquelle s’est identifié avec des œuvres qui ont marqué l’âge d’or du théâtre lyrique cubain telles que Rosa la China, Lola Cruz, Sor Inés ou María la O. L’argument de cette dernière est une version libre du roman Cecilia Valdés de Cirilo Villaverde. 
Parmi ses compositions, ressortent des zarzuelas comme Canto Siboney (connue sous le titre de Siboney, et reprise en son cubain ou en jazz depuis), Damisela Encantadora, Diablos y Fantasías, El Amor del Guarachero, El Batey (1929), El Cafetal, El Calesero, El Maizal, La Flor del Sitio, Tierra de Venus (1927), María la O (1930) et Rosa la China (1932) ; les chansons Canto Carabalí, La Comparsa et Malagueña (1933), qui fait partie de sa suite Andalucía (et qui impressionne Maurice Ravel) ; ses œuvres pour danse comme Danza de los Ñáñígos et Danza Lucumí ; l'œuvre El Rumbero de Yarey, la Rapsodia Negra pour piano et orchestre comme aussi sa Suite Española.
Lecuona n’a pas hésité à inclure dans son répertoire des œuvres d’auteurs musiciens étrangers de grande qualité comme ce fut le cas de Rapsody in Blue, qu’il a joué au cours de l’un de ses séjours aux États-Unis, au Hollywood Bowl et qui lui a valu que son compositeur, George Gershwin, présent lors du concert, le qualifie comme l’une de ses plus grands interprètes.
Vers les années 1950, il visite Saint Thomas aux Iles Vierges, Casablanca au Maroc, Iles Madère, Madrid, où il remplit un contrat de plusieurs mois.
Il meurt à Santa Cruz de Tenerife, (îles Canaries), le 29 novembre 1963 lors de vacances pour visiter la patrie de son père, après avoir refusé de retourner dans une Cuba devenue communiste.
La dépouille d’Ernesto Lecuona repose dans le cimetière de Gate of Heaven, à Hawthorne, New York.

## Postérité
Il est considéré comme un musicien exceptionnel et le compositeur cubain le plus répandu dans le monde, non seulement pour la quantité d’œuvres composées, mais aussi pour leur qualité.
En 2008, l'écrivaine cubaine Daína Chaviano lui rend hommage en l'incorporant comme personnage dans son roman L'île des amours éternelles. La musique joue dans ce roman un rôle clé : chaque chapitre du roman porte le nom d'un boléro. Apparaissent également des figures emblématiques de l'histoire de la musique cubaine, comme Rita Montaner, Ernesto Lecuona, La Lupe, Benny Moré, Fredesvinda García Valdés (plus connu sous son nom d'artiste Freddy) et Joaquín Nin.

## Œuvres
- Tierra de Venus (1927)
- Canto Siboney[13] (1929)
- La comparsa (1930)
- Andalucía (1933)
- Malagueña
- Siboney
- Cuba y América (banda de concierto, 1909)
- Danzas cubanas (1911)
- Vals del Rhin (1912)
- Suite española (piano, 1928)
- El Batey (zarzuela, 1929)
- María la O (zarzuela, 1930)
- Rosa la China (zarzuela, 1932)
- Rapsodia negra (piano y orquesta, 1943)
- El sombrero de Yarey (opéra)

## Discographie
- Music of the Americas (vol. IV) : Danzas cubanas, Danzas afrocubanas, Andalucía et Siboney - Polly Ferman, piano (DOMusic Productions DOM 2910 44)
- Œuvres pour piano - Huberal Herrera, piano (1996, 3CD Autor/Decca 00289)
- Œuvres pour piano - Thomas Tirino, piano (1997, 3CD BIS)